# 紫溪乡 (万源市)
紫溪乡，是中华人民共和国四川省达州市万源市下辖的一个乡镇级行政单位。

## 行政区划
紫溪乡下辖以下地区：
柿子坝村、孙家坝村、楼房坪村、桑树坝村和罗家河村。